# Alessandro Calzolari
Alessandro Calzolari (Pontedera, 4 luglio 1971) è un ex ciclista su strada italiano, professionista dal 1995 al 1999.

## Carriera
Da dilettante vinse tra le altre la Coppa Bologna nel 1992, una tappa al Giro della Toscana Under-23 nel 1993 e il Gran Premio San Giuseppe nel 1994.
Passato professionista nel 1995 con la Mapei-GB, ha partecipato al Giro d'Italia 1997, ritirandosi dopo cinque tappe. Ha inoltre ottenuto un secondo posto nel Gran Premio de Llodio del 1996. Si è ritirato dall'attività dopo la stagione 1999.

## Palmarès
- 1992 (dilettanti)

Coppa Bologna
- 1993 (dilettanti)

Gran Premio Vivaisti Cenaiesi
Giro del Montalbano
3ª tappa Giro della Toscana Under-23
- 1994 (dilettanti)

Gran Premio Vivaisti Cenaiesi
Giro del Montalbano
Gran Premio Chianti Colline d'Elsa
Firenze-Empoli
Gran Premio San Giuseppe

## Piazzamenti

### Grandi Giri
- Giro d'Italia

1997: ritirato (6ª tappa)

### Classiche monumento
- Giro di Lombardia

1995: 25º
1996: 19º
1999: 43º